# Sainte-Geneviève-lès-Gasny

Sainte-Geneviève-lès-Gasny este o comună în departamentul Eure, Franța. În 2009 avea o populație de 639 de locuitori.